# Unfinished Business
Unfinished Business – singel brytyjskiego zespołu rockowego White Lies. Wydany został 28 kwietnia 2008 roku na płycie gramofonowej w limitowanej serii 500 sztuk. Powtórnie nagraną piosenkę umieszczono na debiutanckiej płycie grupy „To Lose My Life...”.

## Teledysk
W teledysku widać na przemian grający zespół oraz biało-czarne zdjęcia kobiet. Reżyserem wideo jest Simon Green.

## Lista utworów
1. „Unfinished Business”
2. „You Still Love Him"

EP wydane w Japonii
1. „Unfinished Business”
2. „You Still Love Him”
3. „From the Stars (Live Zane Lowe Session”
4. „Unfinished Business (Live Zane Lowe Session)”
5. „Unfinished Business (wideo)”